# Moseleya
Moseleya is een geslacht van neteldieren uit de klasse van de Anthozoa (bloemdieren).

## Soort
- Moseleya latistellata Quelch, 1884